# Prineville
Prineville az Amerikai Egyesült Államok északnyugati részén, Oregon állam Crook megyéjében helyezkedik el, egyben a megye székhelye is. A 2010. évi népszámláláskor 9253 lakosa volt. A város területe 28,28 km², melynek 100%-a szárazföld.
A település nevét az első kereskedőről, Barney Prine-ról kapta.

## Történet
A települést Monroe Hodges alapította 1877-ben. Postahivatalát 1871. április 13-án hozták létre Prine néven, de ezt 1872. december 23-án Prineville-re változtatták. Az állami törvényhozástól 1880. október 23-án kapott városi rangot. Gimnáziuma 1902-ben kezdte meg működését.
Prineville sokáig a közép-oregoni régió központja volt, de 1911-ben a James J. Hill és Edward H. Harriman által The Dallestől délre épített vasútvonal elkerülte a települést. Mivel ekkoriban a vasút a városok fennmaradásának záloga volt, 1917-ben a lakosok 355–1 arányban saját pálya lefektetése mellett döntöttek, ami a 31 km-re húzódó fővonalhoz csatlakozna.
Az Ochoco Nemzeti Erdőben folyó fakitermelésnek köszönhetően a City of Prineville Railroad évtizedekig tündökölt; 1964 és 1968 között a magas profitnak köszönhetően nem vetettek ki ingatlanadót. 2002 és 2004 között a faipar hanyatlásával együtt a vállalat profitja 1 millió dollárral csökkent.

## Éghajlat
A térség nyarai melegek (de nem forróak) és szárazak; a havi maximum átlaghőmérséklet 22 °C. A Köppen-skála alapján a város éghajlata félszáraz (BSk-val jelölve). A legcsapadékosabb a november–január, a legszárazabb pedig a július–szeptember közötti időszak. A legmelegebb hónap július, a leghidegebb pedig január.
A miocén és oligocén idején a bazaltlemezek nagy aktivitásúak voltak.
| Hónap                                   | Jan.  | Feb.  | Már.  | Ápr.  | Máj.  | Jún. | Júl. | Aug. | Szep. | Okt.  | Nov.  | Dec.  | Év    |
| --------------------------------------- | ----- | ----- | ----- | ----- | ----- | ---- | ---- | ---- | ----- | ----- | ----- | ----- | ----- |
| Rekord max. hőmérséklet (°C)            | 24,0  | 24,0  | 28,0  | 33,0  | 37,0  | 39,0 | 48,0 | 44,0 | 42,0  | 34,0  | 28,0  | 24,0  | 48,0  |
| Átlagos max. hőmérséklet (°C)           | 5,8   | 8,7   | 12,3  | 16,6  | 20,7  | 24,6 | 29,9 | 29,4 | 25,1  | 19,0  | 11,3  | 6,5   | 17,5  |
| Átlaghőmérséklet (°C)                   | −0,9  | 2,3   | 4,5   | 7,6   | 11,2  | 14,2 | 18,2 | 17,5 | 13,6  | 9,0   | 4,0   | 0,6   | 8,5   |
| Átlagos min. hőmérséklet (°C)           | −6,1  | −4,1  | −3,3  | −1,5  | 1,7   | 4,8  | 6,4  | 5,5  | 2,1   | −1,1  | −3,3  | −5,4  | −0,3  |
| Rekord min. hőmérséklet (°C)            | −37,0 | −31,0 | −26,0 | −14,0 | −11,0 | −7,0 | −3,0 | −5,0 | −11,0 | −14,0 | −26,0 | −37,0 | −37,0 |
| Átl. csapadékmennyiség (mm)             | 27    | 22    | 18    | 19    | 27    | 26   | 9    | 10   | 12    | 20    | 31    | 30    | 251   |
| Forrás: Western Regional Climate Center |       |       |       |       |       |      |      |      |       |       |       |       |       |

## Népesség

### 2010
A 2010-es népszámláláskor a városnak 9253 lakója, 3692 háztartása és 2407 családja volt. A népsűrűség 327,2 fő/km2. A lakóegységek száma 4181, sűrűségük 147,8 db/km2. A lakosok 90,4%-a fehér, 0,2%-a afroamerikai, 1,5%-a indián, 0,7%-a ázsiai, 0,1%-a a Csendes-óceáni szigetekről származik, 4,9%-a egyéb, 2,2%-a pedig kettő vagy több etnikumú. A spanyol vagy latino származásúak aránya 10,1% (8,9% mexikói, 0,2% Puerto Ricó-i,  1% egyéb spanyol vagy latino származású.)
A háztartások 32,9%-ában élt 18 évnél fiatalabb. 46,8% házas, 13,5% egyedülálló nő, 4,9% egyedülálló férfi, 34,8% pedig nem család. 29,3% egyedül élt; 13,4%-uk 65 éves vagy idősebb. Egy háztartásban átlagosan 2,44 személy élt; a családok átlagmérete 2,98 fő.
A medián életkor 38,2 év volt. A város lakóinak 25,5%-a 18 évesnél fiatalabb, 7,5% 18 és 24 év közötti, 24,9%-uk 25 és 44 év közötti, 24,6%-uk 45 és 64 év közötti, 17,4%-uk pedig 65 éves vagy idősebb. A lakosok 48,1%-a férfi, 51,9%-a pedig nő.

### 2000
A 2000-es népszámláláskor  a városnak 7356 lakója, 2817 háztartása és 1907 családja volt. A népsűrűség 260,1 fő/km2. A lakóegységek száma 3022, sűrűségük 106,9 db/km2. A lakosok 91,8%-a fehér, 0,01%-a afroamerikai, 1,5%-a indián, 0,73%-a ázsiai, 0,01%-a a Csendes-óceáni szigetekről származik, 4,5%-a egyéb-, 1,44%-a pedig kettő vagy több etnikumú. A spanyol vagy latino származásúak aránya 7,42% (5,8% mexikói, 0,1% Puerto Ricó-i,  1,5% pedig egyéb spanyol/latino származású.)
A háztartások 35,8%-ában élt 18 évnél fiatalabb. 51,4% házas, 11,7% egyedülálló nő; 32,3% pedig nem család. 27,1% egyedül élt; 13,2%-uk 65 éves vagy idősebb. Egy háztartásban átlagosan 2,55 személy élt; a családok átlagmérete 3,09 fő.
A város lakóinak 29,3%-a 18 évesnél fiatalabb, 9,6% 18 és 24 év közötti, 27%-uk 25 és 44 év közötti, 18,6%-uk 45 és 64 év közötti, 15,5%-uk pedig 65 éves vagy idősebb. A medián életkor 33 év volt. Minden 100 nőre 93,1 férfi jut; a 18 évnél idősebb nőknél ez az arány 88.
A háztartások medián bevétele 30 435 amerikai dollár, ez az érték családoknál $36 587. A férfiak medián keresete $31 224, míg a nőké $22 852. A város egy főre jutó bevétele (PCI) $14 163. A családok 10%-a, a teljes népesség 14,3%-a élt létminimum alatt; a 18 év alattiaknál ez a szám 16,6%, a 65 évnél idősebbeknél pedig 13,1%.

## Gazdaság

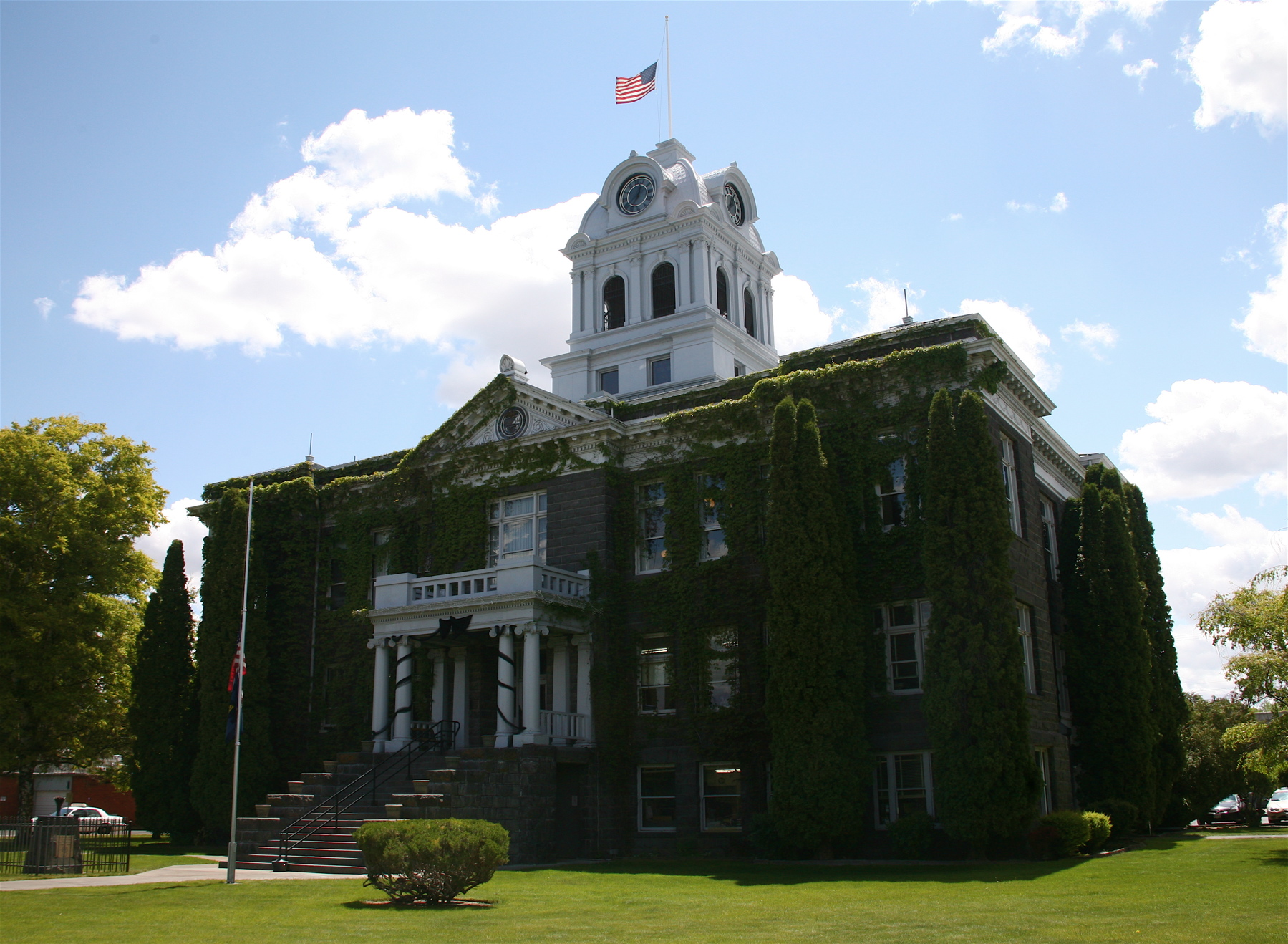
A Crook megyei Törvényszék

1952-es létrejötte óta a Les Schwab Tire Centers gumiabroncs-áruházlánccal azonosítják a települést. A vállalat több, mint 390 boltot üzemeltet Idaho, Kalifornia, Montana, Nevada, Oregon, Utah és Washington államokban, és az értékesítésekből származó éves bevételük meghaladja az 1,5 milliárd dollárt; az Associated Press gyűjtése szerint ők az Egyesült Államok második legnagyobb abroncsértékesítő lánca. 2006. december 12-én a cég bejelentette, hogy székhelyüket Bendbe költöztetik, mivel vezetőik nagy része, többek között az aznap vezérigazgatóvá kinevezett Dick Borgman is ott él.
2006-ban Mike Rogoway újságíró a következőket írta: „A Schwab egy évtizede kivonulásával tönkretette volna a várost. Miután a város átesett a faipar hanyatlásán, élvezik a gazdaság megújulását. A Földügyi Hivatal és az Erdőszolgálati Hatóság segítette a gazdaság talpra állítását [ezt Scott Cooper megyei ügyvéd mondta], míg a házépítési láz és a turizmus fejlődése változatosságot hozott.
2006-ban megnyílt Prineville első Starbucksa, és egy a rég bezárt mozi kinyitására irányuló terv is keringett. 2006 decemberében 4,4 százalék volt a munkanélküliség, ami az 1960-as évek óta a legalacsonyabb érték.”
2010-ben a Facebook adatközpontja új helyéül Prineville-t választotta. Ezt a Greenpeace részéről heves kritika fogadta, mivel az áramszolgáltató PacifiCorp az energia 70%-át szénerőművekel biztosítja. 2012. február 21-én az Apple bejelentette, hogy az ő tulajdonukban álló 65 hektáros területen zöld adatközpontot nyitnak.

## Média
A Prineville Territory Magazine a környék aktualitásait bemutató időszakos kiadvány.
A Central Oregonian kéthetilap itt is megjelenik.
A településről három rádióadó sugároz: KRCO-AM 690 kHZ (átjátszva 96,9 MHz-re), KLTW-FM 95,7 MHz (átjátszva 93,7 MHz-re) és KNLX-FM (104,9 MHz).

## Fordítás
Ez a szócikk részben vagy egészben  a   Prineville, Oregon című angol Wikipédia-szócikk ezen változatának fordításán alapul.  Az eredeti cikk szerkesztőit annak laptörténete sorolja fel. Ez a jelzés csupán a megfogalmazás eredetét és a szerzői jogokat jelzi, nem szolgál a cikkben szereplő információk forrásmegjelöléseként.